# Von Ratlosen und Löwenherzen
Von Ratlosen und Löwenherzen – Eine kurzweilige, aber nützliche Geschichte des englischen Mittelalters ist ein 2008 vom Ehrenwirth-Verlag verlegtes Sachbuch der deutschen Autorin Rebecca Gablé. Es stellt eine chronologische Geschichte Englands im Mittelalter dar und ist bislang Gablés einziges Sachbuch.

## Inhalt
Das Buch beschreibt die englische Geschichte von 450 bis 1485 n. Chr. Es beginnt mit dem Abzug der römischen Truppen um 450 und schließt 1485 mit dem Ende der Rosenkriege. Das Buch gliedert sich in sechs Kapitel:
- Worüber reden wir hier eigentlich? – Das 1. Kapitel behandelt die Definition und den Zeitraum des englischen Mittelalters, den Gablé wie folgt definiert: „(…) auch in der Einteilung geschichtlicher Epochen gehen unsere Nachbarn auf der Insel eigene Wege und sagen: Bei uns dauerte das Mittelalter von ziemlich genau 450 bis ziemlich genau 1485. Das ist keine unbestrittene, aber eine weit verbreitete Meinung, und ich finde sie zumindest tauglich“.[1]
- 450–1066: Die Angelsachsen – Das 2. Kapitel befasst sich mit der Zeit der Angelsachsen vom Abzug der Römer bis zur Eroberung Englands durch die Normannen.
- 1066–1154: Die Normannen – Im 3. Kapitel werden die Eroberung durch die Normannen unter William dem Eroberer und die damit verbundenen kulturellen Veränderungen in England beschrieben.
- 1154–1399: Die Plantagenet – Das 4. Kapitel beginnt mit der Krönung von Henry II. und endet 1399.
- 1399–1461: Die Lancaster – Im 5. Kapitel wird die königliche Herrschaft des Hauses Lancaster behandelt, die 1461 mit der Absetzung Heinrichs VI. endet.
- 1461–1485: Die York – Das 6. Kapitel bezieht sich auf das Haus York, dessen Herrschaft mit dem Tod Richard III. in der Schlacht von Bosworth endete.

Das Buch beinhaltet eine Liste aller englischen Könige von 871 bis 1509 sowie eine Zeittafel des englischen Mittelalters.

## Ausgaben
- Gebundene Ausgabe, Ehrenwirth-Verlag, 2008, ISBN 978-3-431-03755-5.
- Hörbuch, LuebbeAudio-Verlag, 413 Minuten auf 6 CDs, ISBN 978-3-7857-3588-6.